# Pekka Vanninen
Pekka Vanninen (ur. 29 stycznia 1911 w Rautalahti, zm. 13 lutego 1970 w Jämsä) – fiński biegacz narciarski, olimpijczyk.

## Kariera
Zajął 4. miejsce w biegu na dystansie 50 km na mistrzostwach świata w 1939 w Zakopanem.
Igrzyska olimpijskie w Sankt Moritz w 1948 były pierwszymi i zarazem ostatnimi w jego karierze. Zajął tam 4. miejsce w biegu na 50 km. Wyprzedzili go jedynie dwaj Szwedzi: zwycięzca Nils Karlsson i drugi na mecie Harald Ericson oraz jego młodszy brat Benjamin Vanninen. Był to jego jedyny start na tych igrzyskach. Był on również chorążym reprezentacji Finlandii podczas ceremonii otwarcia igrzysk. Na mistrzostwach świata w 1950 w Lake Placid zajął 6. miejsce w biegu na 50 km.

## Osiągnięcia

### Igrzyska olimpijskie
| Miejsce | Dzień    | Rok  | Miejscowość  | Konkurencja             | Wynik     | Strata     | Zwycięzca     |
| ------- | -------- | ---- | ------------ | ----------------------- | --------- | ---------- | ------------- |
| 4.      | 6 lutego | 1948 | Sankt Moritz | 50 km stylem klasycznym | 3:57:58 h | +10:10 min | Nils Karlsson |

### Mistrzostwa świata
| Miejsce | Dzień     | Rok  | Miejscowość | Konkurencja             | Czas biegu | Strata | Zwycięzca       |
| ------- | --------- | ---- | ----------- | ----------------------- | ---------- | ------ | --------------- |
| 4.      | 17 lutego | 1939 | Zakopane    | 50 km stylem klasycznym | 3:05:56    | +8:13  | Lars Bergendahl |
| 6.      | 5 lutego  | 1950 | Lake Placid | 50 km stylem klasycznym | 3:02:15    | +3:10  | Gunnar Eriksson |